# 汉贝根
汉贝根是德国下萨克森州的一个市镇。总面积30.28平方公里，总人口5462人，其中男性2638人，女性2824人（2011年12月31日），人口密度180人/平方公里。